# Heilig Hartbeeld (Merselo)
Het Heilig Hartbeeld is een standbeeld in de Nederlandse plaats Merselo, in de provincie Limburg.

## Achtergrond
Het Heilig Hartbeeld was een geschenk van de parochianen aan rector Henri Bloemen ter gelegenheid van diens zilveren priesterjubileum in 1923. Zijn jubileum viel in de Goede Week, de onthulling van het beeld werd daarom uitgesteld.  Het beeld werd gemaakt door beeldhouwer Heinrich Moors uit Kevelaer en werd geplaatst naast de Sint-Johannes de Doperkerk, waar het op 10 oktober 1923 werd onthuld.

## Beschrijving
Het beeld bestaat uit een staande Christusfiguur, gekleed in gedrapeerd gewaad. Hij houdt zijn rechterhand zegenend geheven en zijn linkerarm omlaag langs het lichaam. In beide handen toont hij de stigmata. Op zijn borst prijkt het vlammende Heilig Hart en achter het hoofd een aureool. Het staat op een gemetselde, bakstenen voetstuk.